# Bulide
Bulide (in greco antico: Βούλις?) era una città dell'antica Grecia ubicata in Focide. Secondo la tradizione, venne fondata dall'eponimo Bulon, che cacciò dal territorio i coloni precedenti che venivano dalla Doride.

## Storia
Pausania dice che era una città di frontiera e la colloca a circa ottanta stadi da Tisbe; menziona che tra Anticira e Bulide c'era una montagna di difficile accesso e un torrente chiamato Eracleo che sfociava nel mare. Bulide era su una collina, ma in prossimità di un porto che si trovava a circa sette stadi da Bulide e a cento da Anticira. Gli abitanti di Bulide erano dediti, per la maggioranza, alla pesca di conchiglie per la produzione della porpora. Nella città esistevano santuari dedicati ad Artemide e Dioniso, con le immagini in legno degli dei, ma vi veniva venerata anche una divinità chiamata Megisto, che potrebbe essere un epiteto di Zeus. A Bulide c'era anche una fonte chiamata Saunion.